# Safien
Safien (Retoromaans: Stussavgia; Italiaans (verouderd): Stossavia) is een plaats en voormalige gemeente in het Zwitserse kanton Graubünden. Grootste dorp in de gemeente was Safien-Platz.
Safien telde eind 2012 282 inwoners.

## Geschiedenis
Sinds 1 januari 2013 maakt Safien deel uit van de fusiegemeente Safiental.
- Gemeinsame Normdatei: 7727624-3
- Historisch woordenboek van Zwitserland: 001483
- Virtual International Authority File: 246828947